# Metrea Strategic Mobility
La Metrea Strategic Mobility è una compagnia aerea privata specializzata nel fornire servizi di rifornimento in volo e l'intelligence militare per le forze aeree militari. La sede principale si trova ad Temecula, California.

## Aeromobili in uso

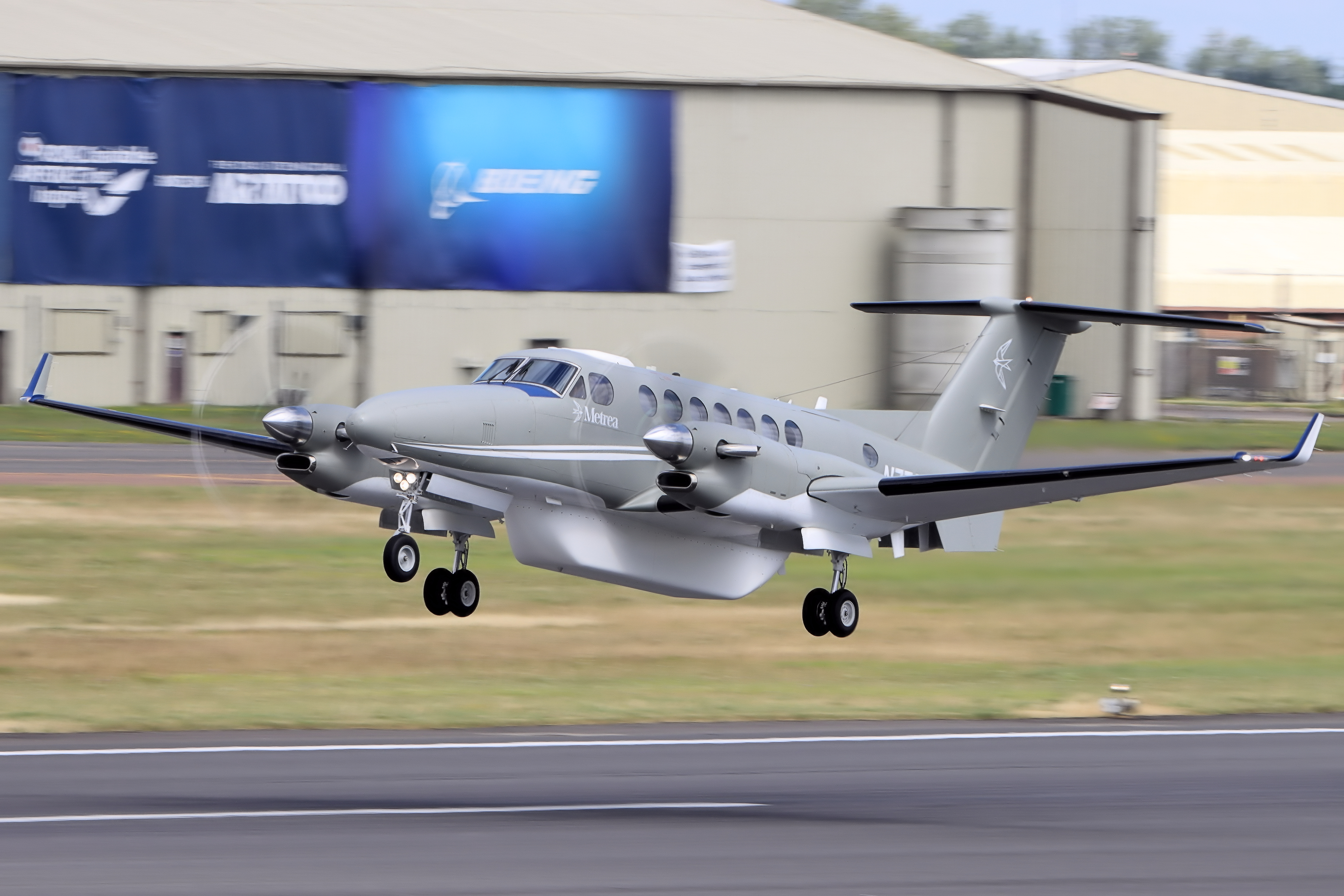
Beechcraft Super King Air del riconoscimento elettronico di Metrea nel 2024.

| Aeromobile                     | Origine     | Tipo                           | Versione (denominazione locale) | In servizio (2024) | Note | Immagine |
| Aerei per rifornimento in volo |             |                                |                                 |                    | |          |
| Boeing KC-135 Stratotanker     | Stati Uniti | aereo per rifornimento in volo | KC-135RC-135FRKC-135RG          | 40                 | 4 KC-135R ex Singapore Air Force acquistati ad ottobre 2020, che saranno utilizzati per fornire servizi di rifornimento per soddisfare sia le esigenze statunitensi, sia dei clienti internazionali. Ulteriori 11 C-135FR e 3 KC-135RG ex Aeronautica Militare francese acquisiti il 17 maggio 2024, con i C-135FR trasferiti il 26 giugno 2024 ed i KC-135RG in un secondo momento. |          |